# Yellow-nail-Syndrom
Das Yellow-nail-Syndrom (YNS) ist ein Syndrom unklarer Genese, bei dem sich infolge Wachstumsstörungen die Nägel verdicken und gelblich verfärben und sich des Weiteren Flüssigkeitsansammlungen im Brustkorb sowie Lymphödeme ausbilden. Hinzukommen können ausgeweitete Bronchien und wiederkehrende Nasennebenhöhlenentzündungen.

## Epidemiologie
Das YNS ist eine seltene Erkrankung (1:500.000 bis 1:1.000.000). Frauen sind etwas häufiger betroffen. Meist handelt es sich um eine eigenständige Krankheit ohne Grunderkrankung; manchmal auch im Rahmen einer Krebserkrankung (Paraneoplasie) oder bei immunologischen, rheumatologischen, endokrinologischen Erkrankungen, Nierenerkrankungen oder Tuberkulose.

## Pathophysiologie
Die Entstehung von Pleuraergüssen ist die Folge einer gestörten Lymphdrainage oder möglicherweise auch eines Eiweißverlustes. Verlangsamtes Nagelwachstum führt zur Verdickung und Gelbfärbung der Nägel.

## Therapie
Bei ausgedehnten Pleuraergüssen ist eine entlastende Punktion notwendig. Schnell nachlaufende Ergüsse erfordern eine Verklebung des Lungenfells (Pleurodese). Die Nagelveränderungen können bei behandelbarer Grunderkrankung rückläufig sein. Eine lokale oder systemische Therapie mit Vitamin E wird empfohlen. 